# Randy Krummenacher
Randy Krummenacher (Gossau, 24 febbraio 1990) è un pilota motociclistico svizzero, vincitore del campionato mondiale Supersport nel 2019.
Anche suo padre, Peter Krummenacher, ha corso come pilota professionista.

## Carriera
Nel 2004 corre il campionato Europeo Velocità nella classe 125 conquistando sei punti.
Esordisce nella classe 125 del motomondiale nel 2006, correndo i Gran Premi di Germania e Repubblica Ceca in sostituzione dell'infortunato Julián Simón e i Gran Premi di Portogallo e Comunità Valenciana in qualità di wild card, tutti con una KTM. Non ottiene punti. Nella stessa stagione prende parte, in qualità di pilota wild card senza punti, alla prova del Mugello del campionato italiano 125GP tagliando il traguardo al primo posto. Nel 2007 diventa pilota titolare con la KTM 125 FRR del team Red Bull KTM 125, con Tomoyoshi Koyama e Stevie Bonsey quali compagni di squadra, ottiene il suo primo podio nel motomondiale con il terzo posto al GP di Catalogna e termina la stagione al 13º posto con 69 punti.
Nel 2008 viene confermato dal team Red Bull KTM 125, ottenendo come miglior risultato un decimo posto in Francia e concludendo la stagione al 25º posto con 10 punti. In questa stagione è costretto a saltare i GP di Spagna e Portogallo a causa di una splenectomia conseguente ad un incidente in mountain bike, e i GP di Indianapolis e Giappone per un altro infortunio.
Nel 2009 passa all'Aprilia RSA 125 nel team Degraaf Grand Prix; il compagno di squadra è Danny Webb. Ottiene come miglior risultato un nono posto in Comunità Valenciana e termina la stagione al 21º posto con 32 punti.

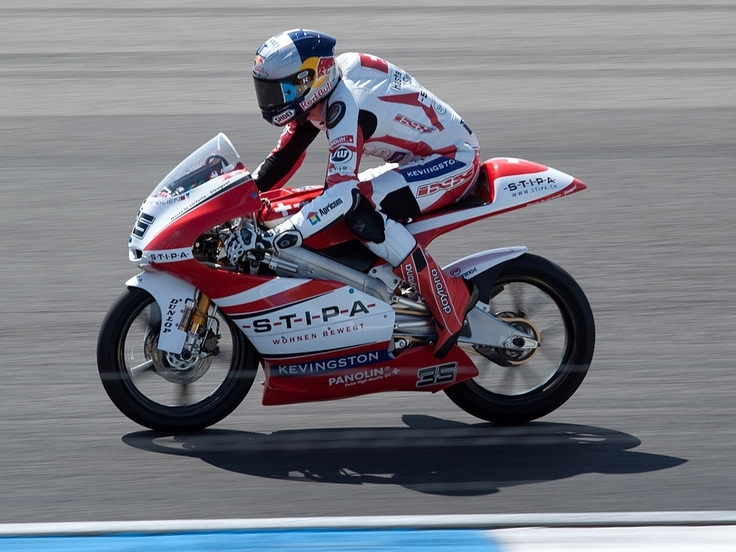
Krummenacher ad Assen nel 2010.

Nel 2010 passa al team Stipa-Molenaar Racing GP; il compagno di squadra è Quentin Jacquet. Ottiene come miglior risultato tre sesti posti (Qatar, Italia e Olanda) e termina la stagione al 9º posto con 113 punti.
Nel 2011 passa in Moto2, ingaggiato dal GP Team Switzerland Kiefer Racing. Ottiene come miglior risultato un quarto posto in Germania e termina la stagione al 18º posto con 52 punti. Nel 2012 rimane nel GP Team Switzerland. Ottiene come miglior risultato un ottavo posto in Catalogna e termina la stagione al 18º posto con 32 punti. In questa stagione è costretto a saltare i Gran Premi di San Marino, Aragona, Giappone e Malesia a causa di una doppia frattura al piede sinistro rimediata nelle qualifiche del GP di San Marino.
Nel 2013 passa al team Technomag carXpert, che gli affida una Suter MMX2; il compagno di squadra è Dominique Aegerter. Ottiene come miglior risultato un sesto posto in Catalogna e termina la stagione al 17º posto con 22 punti. In questa stagione è costretto a saltare i Gran Premi d'Aragona, Malesia, Australia e Malesia per risentimenti di una commozione cerebrale rimediata nelle prove libere del Gran Premio di Gran Bretagna. Nel 2014 passa al team IodaRacing Project, continuando a guidare una motocicletta Suter. Ottiene come miglior risultato un settimo posto in Germania e termina la stagione al 24º posto con 24 punti. Nel 2015 passa al team JIR Racing che gli affida una Kalex Moto2. Chiude la stagione al ventunesimo posto con 31 punti.
Nel 2016 si trasferisce nel campionato mondiale Supersport, ingaggiato come pilota titolare dal team Kawasaki Puccetti Racing alla guida di una Kawasaki ZX-6R, il compagno di squadra è Kenan Sofuoğlu. In occasione della gara inaugurale in Australia sul circuito di Phillip Island ottiene la sua prima vittoria in una gara mondiale. Dopo essere stato in testa alla classifica del campionato per le prime quattro gare, chiude la stagione al terzo posto con 140 punti ottenuti.
Nel 2017 rimane nello stesso team della stagione precedente ma si sposta nel campionato mondiale Superbike in sella ad una Kawasaki ZX-10R. In questa stagione è costretto a saltare gli ultimi quattro Gran Premi a causa di una frattura al polso rimediata nel precedente Gran Premio di Germania al Lausitzring il suo posto in squadra viene preso da Anthony West. Chiude la stagione al sedicesimo posto con cinquanta punti ottenuti. Nel 2018 torna nel mondiale Supersport, alla guida di una Yamaha YZF-R6 gestita dal team Bardahl Evan Bros. Apre la stagione con un secondo posto in Australia. Torna alla vittoria in occasione del Gran Premio di Thailandia. Chiude la stagione al quarto posto in classifica piloti con 159 punti all'attivo. Nel 2019 inizia la seconda stagione consecutiva con il team Bardhal, il compagno di squadra è Federico Caricasulo. Vince la gara inaugurale in Australia. Dopo aver ottenuto quattro successi e otto piazzamenti a podio complessivi in stagione, è il primo pilota svizzero a vincere un campionato mondiale con moto derivate di serie. Nel 2020 rimane nel mondiale Supersport passando al team MV Agusta Reparto Corse. Tuttavia disputò con la squadra solo la tappa di Phillip Island, poiché il 10 luglio tramite un comunicato, annunciò la rescissione del contratto a causa "dei gravi inadempimenti posti in essere dalla società, tali da compromettere, sia le prestazioni dello stesso, sia la propria professionalità e reputazione, sia la propria incolumità personale", come citato dal comunicato.
Nel 2021 inizia la stagione del mondiale Supersport con il team EAB Racing. In occasione del Gran Premio di Catalogna, si trasferisce nel team CM Racing, sempre alla guida di una Yamaha YZF-R6, in sostituzione dell'infortunato Luca Bernardi. Nella prima gara con il nuovo team ottiene la prima vittoria stagionale. Conclude la stagione al decimo posto con un totale di 156 punti.
Nel 2022 è pilota titolare nel campionato Italiano Superbike con una Yamaha YZF-R1 del team Keope Motor. E' costretto a saltare la gara inaugurale a Misano per la positività al Covid e subisce la frattura del perone a Vallelunga. Rientra in pista e si classifica al quinto posto andando a vincere gara 1 nella seconda prova al Mugello (dopo sedici anni dal suo primo successo nel CIV, in classe 125 nel 2006). Nel 2023 è pilota titolare in MotoE con il team Dynavolt Intact GP, il compagno di squadra è Héctor Garzó. In occasione del Gran Premio di Silverstone, in gara uno, ottiene la sua prima vittoria nel motomondiale e chiude il campionato al quinto posto.

## Risultati in gara

### Motomondiale

#### Classe 125
| 2006 | Classe | Moto |  |  |  |  |  |  |  |  |    |    |    |  |  |  |  |    |     |  | Punti | Pos. |
| ---- | ------ | ---- |  |  |  |  |  |  |  |  | -- | -- | -- |  |  |  |  | -- | --- |  | ----- | ---- |
| 2006 | 125    | KTM  |  |  |  |  |  |  |  |  | 20 | 16 | NE |  |  |  |  | 16 | Rit |  | 0     |      |

| 2007 | Classe | Moto |    |    |    |    |    |    |   |    |    |   |    |   |   |    |    |    |    |    | Punti | Pos. |
| ---- | ------ | ---- | -- | -- | -- | -- | -- | -- | - | -- | -- | - | -- | - | - | -- | -- | -- | -- | -- | ----- | ---- |
| 2007 | 125    | KTM  | 19 | 17 | 15 | 27 | 13 | 13 | 3 | 13 | 12 | 5 | NE | 9 | 6 | 10 | 19 | 12 | 17 | 15 | 69    | 13º  |

| 2008 | Classe | Moto |    |    |     |     |    |    |    |    |    |     |    |    |    |     |     |    |    |    | Punti | Pos. |
| ---- | ------ | ---- | -- | -- | --- | --- | -- | -- | -- | -- | -- | --- | -- | -- | -- | --- | --- | -- | -- | -- | ----- | ---- |
| 2008 | 125    | KTM  | 22 | NP | Inf | Rit | 10 | 17 | 15 | 13 | 19 | Rit | NE | 23 | 26 | Inf | Inf | 21 | 19 | 17 | 10    | 25º  |

| 2009 | Classe | Moto    |    |    |    |    |    |    |     |    |    |    |    |     |    |    |    |    |   |  | Punti | Pos. |
| ---- | ------ | ------- | -- | -- | -- | -- | -- | -- | --- | -- | -- | -- | -- | --- | -- | -- | -- | -- | - |  | ----- | ---- |
| 2009 | 125    | Aprilia | 22 | 18 | 17 | 15 | 13 | 10 | Rit | NE | 11 | 18 | 17 | Rit | 17 | 10 | 15 | 13 | 9 |  | 32    | 21º  |

| 2010 | Classe | Moto    |   |   |    |   |   |   |   |    |    |    |   |   |    |    |    |   |   |   | Punti | Pos. |
| ---- | ------ | ------- | - | - | -- | - | - | - | - | -- | -- | -- | - | - | -- | -- | -- | - | - | - | ----- | ---- |
| 2010 | 125    | Aprilia | 6 | 8 | 14 | 6 | 7 | 6 | 7 | 11 | NE | 17 | 7 | 9 | SQ | 11 | 10 | 9 | 7 | 9 | 113   | 9º   |

| Legenda | 1º posto        | 2º posto            | 3º posto            | A punti      | Senza punti        | Grassetto – Pole position Corsivo – Giro più veloce |
| Legenda | Gara non valida | Non qual./Non part. | Ritirato/Non class. | Squalificato | '-' Dato non disp. | Grassetto – Pole position Corsivo – Giro più veloce |

#### Moto2
| 2011 | Classe | Moto  |    |    |   |    |   |    |   |    |   |    |     |    |    |    |    |    |    |    | Punti | Pos. |
| ---- | ------ | ----- | -- | -- | - | -- | - | -- | - | -- | - | -- | --- | -- | -- | -- | -- | -- | -- | -- | ----- | ---- |
| 2011 | Moto2  | Kalex | 27 | 27 | 7 | 12 | 5 | 11 | 9 | 13 | 4 | NE | Rit | 21 | 19 | 21 | 24 | 21 | 21 | 16 | 52    | 18º  |

| 2012 | Classe | Moto  |    |    |    |     |   |    |    |    |    |    |    |    |    |     |     |     |   |    | Punti | Pos. |
| ---- | ------ | ----- | -- | -- | -- | --- | - | -- | -- | -- | -- | -- | -- | -- | -- | --- | --- | --- | - | -- | ----- | ---- |
| 2012 | Moto2  | Kalex | 11 | 22 | 19 | Rit | 8 | 14 | 11 | 24 | 12 | NE | 17 | 21 | NP | Inf | Inf | Inf | 8 | 19 | 32    | 18º  |

| 2013 | Classe | Moto  |    |     |    |    |    |   |    |    |    |    |    |    |    |     |     |     |     |    | Punti | Pos. |
| ---- | ------ | ----- | -- | --- | -- | -- | -- | - | -- | -- | -- | -- | -- | -- | -- | --- | --- | --- | --- | -- | ----- | ---- |
| 2013 | Moto2  | Suter | 19 | Rit | 17 | 10 | 15 | 6 | 11 | 17 | NE | 19 | 16 | 19 | 16 | Inf | Inf | Inf | Inf | 21 | 22    | 17º  |

| 2014 | Classe | Moto  |    |    |    |    |    |    |    |     |   |    |    |    |    |    |    |    |    |    | Punti | Pos. |
| ---- | ------ | ----- | -- | -- | -- | -- | -- | -- | -- | --- | - | -- | -- | -- | -- | -- | -- | -- | -- | -- | ----- | ---- |
| 2014 | Moto2  | Suter | 13 | 13 | 27 | 15 | 13 | 26 | 25 | Rit | 7 | NP | 24 | 13 | 14 | 27 | 21 | 19 | 26 | 22 | 24    | 24º  |

| 2015 | Classe | Moto  |    |    |    |    |    |    |    |    |    |     |    |    |    |    |    |    |    |    | Punti | Pos. |
| ---- | ------ | ----- | -- | -- | -- | -- | -- | -- | -- | -- | -- | --- | -- | -- | -- | -- | -- | -- | -- | -- | ----- | ---- |
| 2015 | Moto2  | Kalex | 17 | 21 | 21 | 14 | 12 | 14 | 18 | 14 | 13 | Rit | 20 | 12 | 14 | 17 | 10 | 10 | 17 | 21 | 31    | 21º  |

| Legenda | 1º posto        | 2º posto            | 3º posto            | A punti      | Senza punti        | Grassetto – Pole position Corsivo – Giro più veloce |
| Legenda | Gara non valida | Non qual./Non part. | Ritirato/Non class. | Squalificato | '-' Dato non disp. | Grassetto – Pole position Corsivo – Giro più veloce |

#### MotoE
| 2023 | Classe | Moto   |   |   |   |   |   |   |   |   |   |     |    |   |   |   |   |    | Punti | Pos. |
| ---- | ------ | ------ | - | - | - | - | - | - | - | - | - | --- | -- | - | - | - | - | -- | ----- | ---- |
| 2023 | MotoE  | Ducati | 3 | 7 | 5 | 7 | 2 | 6 | 3 | 9 | 1 | Rit | 11 | 7 | 6 | 9 | 8 | 11 | 167   | 5º   |

| Legenda | 1º posto        | 2º posto            | 3º posto            | A punti      | Senza punti        | Grassetto – Pole position Corsivo – Giro più veloce |
| Legenda | Gara non valida | Non qual./Non part. | Ritirato/Non class. | Squalificato | '-' Dato non disp. | Grassetto – Pole position Corsivo – Giro più veloce |

### Campionato mondiale Supersport
| 2016 | Moto     |   |   |   |   |    |   |   |   |   |   |     |   |  |  |  |  |  |  |  |  |  |  |  |  | Punti | Pos. |
| ---- | -------- | - | - | - | - | -- | - | - | - | - | - | --- | - |  |  |  |  |  |  |  |  |  |  |  |  | ----- | ---- |
| 2016 | Kawasaki | 1 | 4 | 2 | 4 | NP | 8 | 3 | 4 | 6 | 5 | Rit | 5 |  |  |  |  |  |  |  |  |  |  |  |  | 140   | 3º   |

| 2018 | Moto   |   |   |    |   |   |   |   |   |   |   |   |   |  |  |  |  |  |  |  |  |  |  |  |  | Punti | Pos. |
| ---- | ------ | - | - | -- | - | - | - | - | - | - | - | - | - |  |  |  |  |  |  |  |  |  |  |  |  | ----- | ---- |
| 2018 | Yamaha | 2 | 1 | 11 | 2 | 5 | 4 | 5 | 5 | 5 | 5 | 6 | 5 |  |  |  |  |  |  |  |  |  |  |  |  | 159   | 4º   |

| 2019 | Moto   |   |   |   |   |   |   |   |   |   |     |   |   |  |  |  |  |  |  |  |  |  |  |  |  | Punti | Pos. |
| ---- | ------ | - | - | - | - | - | - | - | - | - | --- | - | - |  |  |  |  |  |  |  |  |  |  |  |  | ----- | ---- |
| 2019 | Yamaha | 1 | 2 | 1 | 2 | 1 | 2 | 1 | 4 | 2 | Rit | 7 | 5 |  |  |  |  |  |  |  |  |  |  |  |  | 213   | 1º   |

| 2020 | Moto      |    |  |  |  |  |  |  |  |  |  |  |  |  |  |  |  |  |  |  |  |  |  |  |  | Punti | Pos. |
| ---- | --------- | -- |  |  |  |  |  |  |  |  |  |  |  |  |  |  |  |  |  |  |  |  |  |  |  | ----- | ---- |
| 2020 | MV Agusta | SQ |  |  |  |  |  |  |  |  |  |  |  |  |  |  |  |  |  |  |  |  |  |  |  | 0     |      |

| 2021 | Moto   |    |   |   |   |   |     |   |   |    |     |   |     |    |    |   |   |    |     |   |   |  |  |   |   | Punti | Pos. |
| ---- | ------ | -- | - | - | - | - | --- | - | - | -- | --- | - | --- | -- | -- | - | - | -- | --- | - | - |  |  | - | - | ----- | ---- |
| 2021 | Yamaha | 11 | 9 | 9 | 9 | 7 | Rit | 5 | 3 | 11 | Rit | 6 | Rit | 11 | 14 | 1 | 4 | AN | Rit | 7 | 7 |  |  | 8 | 8 | 156   | 10º  |

| Legenda | 1º posto        | 2º posto            | 3º posto           | A punti      | Senza punti        | Grassetto – Pole position Corsivo – Giro più veloce |
| Legenda | Gara non valida | Non qual./Non part. | Ritirato/Non class | Squalificato | '-' Dato non disp. | Grassetto – Pole position Corsivo – Giro più veloce |

### Campionato mondiale Superbike
| 2017 | Moto     |    |    |    |     |    |    |    |    |    |    |    |     |   |   |    |    |    |     |     |     |     |     |     |     |     |     |  |  | Punti | Pos. |
| ---- | -------- | -- | -- | -- | --- | -- | -- | -- | -- | -- | -- | -- | --- | - | - | -- | -- | -- | --- | --- | --- | --- | --- | --- | --- | --- | --- |  |  | ----- | ---- |
| 2017 | Kawasaki | 10 | 16 | 12 | Rit | 14 | 14 | 11 | 14 | 13 | 15 | 14 | Rit | 7 | 8 | 17 | 14 | 12 | Rit | Inf | Inf | Inf | Inf | Inf | Inf | Inf | Inf |  |  | 50    | 16º  |

| Legenda | 1º posto        | 2º posto            | 3º posto           | A punti      | Senza punti        | Grassetto – Pole position Corsivo – Giro più veloce |
| Legenda | Gara non valida | Non qual./Non part. | Ritirato/Non class | Squalificato | '-' Dato non disp. | Grassetto – Pole position Corsivo – Giro più veloce |